# Mustametsä
Mustametsä este o arie protejată (arie specială de conservare — SAC, sit de importanță comunitară — SCI) din Finlanda întinsă pe o suprafață de 30 ha, integral pe uscat.

## Localizare
Centrul sitului Mustametsä este situat la coordonatele 60°37′21″N 25°09′02″E / 60.6225°N 25.1506°E.

## Înființare
Situl Mustametsä a fost declarat sit de importanță comunitară în august 1998 pentru a proteja 1 specie de animale. Situl a fost protejat și ca arie specială de conservare în aprilie 2015.

## Biodiversitate
Situată în ecoregiunea boreală, aria protejată conține 2 habitate naturale: Taiga vestică, Mlaștini împădurite.
La baza desemnării sitului se află o specie protejată de  nevertebrate: Agathidium pulchellum.
Pe lângă speciile protejate, pe teritoriul sitului au mai fost identificate 1 specie de plante, 7 specii de nevertebrate, 6 specii de pești.